# Ernst Sigismund von Walsleben
Ernst Sigismund von Walsleben (* um 1690; † zwischen 1750 und 1759) war preußischer Landrat im vorpommerschen Kreis Demmin-Treptow.
Ernst Sigismund war ein Sohn des Ulrich Wedig von Walsleben, Erbherr auf Werder und Wodarg, und der Gottliebe Elisabeth von Aschersleben aus dem Hause Crussow. Er studierte ab 1709 an der Universität Greifswald und wechselte im folgenden Jahr an die Universität Rostock. Seit 1721 war er Landrat des Demmin-Treptowschen Kreises. Anfang 1740 erbat er mehrfach von König Friedrich Wilhelm I. seine Entlassung. Dieser wollte ihn jedoch im Dienst behalten. Erst unter Friedrich II. erhielt er Anfang 1743 seinen Abschied. Peter von Glasenapp wurde sein Nachfolger.
Zusammen mit seinem Bruder Johann Reimar Ehrenreich verkaufte er 1735 die Güter Kadow, Gramzow und Jagetzow an Gustav Sasse. 1749/1750 wurde er als Erbherr auf Kessin genannt, welches er gegen Anteile an Werder und Wodarg eintauschte. Sein Bruder erbte seine Besitzungen, die 1759 an dessen Lehnsfolger Gustav Philipp von Walsleben übergingen.